# Osteopilus crucialis
Osteopilus crucialis es una especie de anfibios de la familia Hylidae. Es endémica de Jamaica.
Sus hábitats naturales incluyen bosques tropicales o subtropicales secos y a baja altitud y montanos secos. Está amenazada de extinción por la destrucción de su hábitat natural.